# Hymedesmia aceratus
Hymedesmia aceratus är en svampdjursart som först beskrevs av Topsent 1904.  Hymedesmia aceratus ingår i släktet Hymedesmia, och familjen Hymedesmidae. Arten är reproducerande i Sverige.